# Adriaan Moen
Adriaan Moen (Amsterdam, 10 juli 1879 - aldaar, 2 januari 1950), was een Amsterdamse graficus, redacteur en politicus en architect die werkte in de stijl van de Amsterdamse school.
Moens vader Henry Moen, die ook architect was, overleed in 1908, waarna Adriaan het familiebedrijf overnam. Na drie jaar HBS bezocht hij de Rijksnormaalschool en de Rijksschool voor Kunstnijverheid in het Rijksmuseum. Tot zijn leermeesters behoorde architect Karel de Bazel. Moen was redacteur van meerdere tijdschriften en zat in het bestuur van architectuurgenootschappen. Bekendheid kreeg hij door de bouw van het warenhuis Gerzon. Voor deze winkelketen ontwierp Moen de meeste gevels van de verschillende filialen. Hierbij was ook het filiaal in de Kalverstraat uit 1917, waarin in 2012 modeketen ZARA gevestigd was. Een andere grote opdracht was het hoofdkantoor aan het Singel/Spuistraat, waar later hotel NH City Centre in gevestigd werd. Ook het huis In d' Opgang van tekenaar Isings in Soest werd door hem ontworpen.
Met zijn vrouw Jannette Tuyn kreeg hij drie kinderen.

## Ontwerpen
- Nederlandsche Confectiefabriek in Amsterdam[1]
- het eerste Kinderhuis van de vereniging Trein 8,28 in Soest
- landhuis Turicum in Halfweg
- Bethlehemkerk - Zwanenplein in Amsterdam
- de gebouwen der Luthersche Diakonesseninrichting in Amsterdam, Huizen en Wijk aan Zee

## Andere taken
- redacteur van Architectura en de Bouwmeester
- bestuurslid van de B.N.A. en A en A.
- lid-voorzitter van de Schoonheidscommissie in Zandvoort
- voorzitter van de Vereniging van Leerlingen der Kunstnijverheidsschool
- bestuurslid van de Vereniging Maatschappij van de Werkende Stand. Afdeling Ambachtsscholen
- bestuurslid vereniging Koning Willemshuis in Amsterdam
- bestuurslid van de vereniging Bijzondere Protestestantse Scholen in Heemstede
- Gemeenteraadslid en van de Kerkeraad der Nederlandse Hervormde Gemeente in Heemstede
- voorzitter van de Commissie voor Maatschappelijk Werk in Heemstede
- 1928 kapitein bij de technische Afdeling van de Vrijwillige Burgerwacht in Amsterdam (vanaf 1928)